# Resultados do Carnaval de Florianópolis em 2017
Os resultados do Carnaval de Florianópolis de 2017 foram divulgados no dia 27 de fevereiro, segunda-feira de Carnaval, em evento na Passarela Nego Quirido, mesmo local onde foram realizados os desfiles entre o sábado, 25, e o domingo, 26. A Unidos da Coloninha foi a vencedora do grupo especial com o enredo "A Coloninha teve uma boa ideia. Salve todos os inventores e suas mentes brilhantes". A Coloninha e a vice-campeã, Embaixada Copa Lord, retornaram a Nego Quirido na terça-feira de Carnaval para o desfile das campeãs.
As escolas dos Grupos de Acesso não desfilaram neste ano por falta de recursos, e não houve rebaixamento no Grupo Especial.

## Escolas de samba

### Grupo Especial
Notas
| Legenda: Campeã J1 Julgador 1 J2 Julgador 2 J3 Julgador 3 |

| Escolas    |        |        |        |          |          |          |         |         |         |                      |                      |                      |                              |                              |                              |          |          |          |              |              |              |          |          |          |                    |                    |                    | Total |
| Escolas    | Enredo | Enredo | Enredo | Fantasia | Fantasia | Fantasia | Bateria | Bateria | Bateria | Alegorias e Adereços | Alegorias e Adereços | Alegorias e Adereços | Mestre-Sala e Porta-Bandeira | Mestre-Sala e Porta-Bandeira | Mestre-Sala e Porta-Bandeira | Evolução | Evolução | Evolução | Samba-Enredo | Samba-Enredo | Samba-Enredo | Harmonia | Harmonia | Harmonia | Comissão de Frente | Comissão de Frente | Comissão de Frente | Total |
|            | J1     | J2     | J3     | J1       | J2       | J3       | J1      | J2      | J3      | J1                   | J2                   | J3                   | J1                           | J2                           | J3                           | J1       | J2       | J3       | J1           | J2           | J3           | J1       | J2       | J3       | J1                 | J2                 | J3                 | Total |
| Consulado  | 10     | 10     | 9,8    | 10       | 9,9      | 9,8      | 10      | 10      | 10      | 10                   | 10                   | 10                   | 10                           | 10                           | 10                           | 10       | 9,8      | 9,9      | 9,9          | 10           | 9,9          | 9,8      | 9,6      | 10       | 10                 | 10                 | 10                 | 268,5 |
| Copa Lord  | 10     | 10     | 9,8    | 9,9      | 9,9      | 9,9      | 10      | 10      | 9,8     | 10                   | 10                   | 9,9                  | 10                           | 10                           | 10                           | 10       | 10       | 10       | 9,9          | 9,8          | 9,8          | 10       | 10       | 10       | 10                 | 10                 | 10                 | 268,7 |
| Coloninha  | 10     | 10     | 9,6    | 9,9      | 10       | 10       | 10      | 10      | 10      | 10                   | 9,9                  | 10                   | 10                           | 10                           | 10                           | 10       | 10       | 10       | 10           | 10           | 10           | 9,9      | 10       | 10       | 10                 | 10                 | 10                 | 296,3 |
| Protegidos | 10     | 9,8    | 9,7    | 9,9      | 9,7      | 9,9      | 10      | 9,8     | 10      | 10                   | 10                   | 10                   | 10                           | 9,7                          | 10                           | 10       | 9,8      | 9,9      | 9,9          | 9,9          | 9,8          | 9,8      | 9,7      | 10       | 10                 | 9,9                | 10                 | 267,2 |
| N. Guarani | 9,8    | 9,9    | 9,6    | 9,6      | 9,7      | 9,6      | 10      | 9,8     | 10      | 9,9                  | 9,9                  | 9,8                  | 10                           | 9,8                          | 9,8                          | 9,8      | 9,9      | 10       | 9,8          | 9,8          | 10           | 10       | 9,5      | 9,8      | 10                 | 10                 | 9,8                | 265,6 |
| Dascuia    | 10     | 9,8    | 9,2    | 9,8      | 9,5      | 9,6      | 10      | 10      | 10      | 9,9                  | 9,9                  | 10                   | 10                           | 8                            | 9,8                          | 10       | 9,7      | 9,9      | 9,7          | 10           | 9,9          | 10       | 9,7      | 9,7      | 10                 | 10                 | 10                 | 264,1 |

Classificação
| Legenda: Desfile das Campeãs |

| Colocação | Escola                    | Enredo                                                                             | Pontos |       |
| --------- | ------------------------- | ---------------------------------------------------------------------------------- | ------ | ----- |
| 1º        | Unidos da Coloninha       | A Coloninha teve uma boa ideia. Salve todos os inventores e suas mentes brilhantes | 269,3  | [ 1 ] |
| 2º        | Embaixada Copa Lord       | Eu sou filho do batuque, neto do Abatá-kotô                                        | 268,7  |       |
| 3º        | Consulado                 | Mô Quirido... Aqui é o Meu Lugar!                                                  | 268,5  |       |
| 4º        | Os Protegidos da Princesa | Aparaço - O mito do povo cobra                                                     | 267,2  |       |
| 5º        | Nação Guarani             | Guarani Sou Teu Povo... Sou Nação... É o mito da criação nos montes de Areguá      | 265,6  |       |
| 6º        | Dascuia                   | O preço da ilusão                                                                  | 264,1  |       |